# Carina Zampini
Carina Liliana Zampini (Buenos Aires, 12 settembre 1975) è un'attrice e conduttrice televisiva argentina.
È conosciuta soprattutto per i suoi ruoli di antagonista, nelle telenovelas Por siempre mujercitas, Ricos y famosos, Padre Coraje e Mujeres de nadie e altre.
Inoltre è stata protagonista delle telonovelas Luna salvaje, Collar de Esmeraldas, Dulce Amor e Camino al amor. 
È stata conduttrice televisiva del programma Despedida de solteros emesso su Telefe e prima di Morfi! sempre per lo stesso canale.

## Carriera
Carina Zampini ha dimostrato fin da piccola il suo amore per la recitazione. Da bambina ha preso parte a diverse opere teatrali.  Studia recitazione da quando aveva 9 anni. Da adolescente ha lavorato vendendo in un supermercato vasi di ceramica fino a quando ha deciso di presentarsi ad un casting per il Canal 13. Tuttavia non era adatta per interpretare un personaggio nella telenovela Amigovios, poiché a 20 anni era troppo grande per far parte della banda, ma allo stesso tempo troppo piccola per interpretare la professoressa.
Più tardi le offrono di fare una prova e lei improvvisa un monologo del quale rimangono tutti sbalorditi. Alcuni giorni dopo una chiamata darà inizio alla sua carriera come attrice televisiva; Alejandro Romay le firma il contratto per telenovela di Canal 9.
Nel 1995 è stata scelta per interpretare l'antagonista Carla Lucero, personaggio che l'ha consacrata come attrice, specialmente nel ruolo di antagonista. Il suo ruolo era stato programmato solo per un paio di mesi, tuttavia è durato un anno e mezzo. La sua Carla Lucero,  è passato senza cambiare identità a Ricos y famosos, una telenovela con protagonisti Natalia Oreiro e Diego Ramos. Il suo personaggio è stato in scena due anni di fila, consacrandolo come uno dei più ricordati e riconosciuti cattivi della televisione argentina. Per il suo personaggio ha ricevuto nel 2000, il premio Viva per la migliore cattiva di telenovela in Israele.
Nel 1998 ha partecipato come comparsa interpretando a Vera Vazquez, nella telenovela Gasoleros di Canal 13. Nel 1999 è stata co-protagonista Por el nombre de Dios insieme a Adrian Suar e Alfredo Alcon. Nel 2000 incarna a Mecha nella serie Calientes trasmessa su Canal 13.
Nel 2000 e 2001 ha interpretato a Maria Méndez, personaggio protagonista insieme a Gabriel Corrado della telenovela di Telefe, Luna salvaje.
Nel 2002 ha interpretato Lucia Ledesma in Franco Bonaventura, el profe. Lucia si innamora del suo professore di letteratura interpretato da Osvaldo Laport. Ma siccome Celeste Cid prende il suo ruolo da protagonista, Carina esce di scena a metà della serie.
Nel 2004 torna a interpretare un ruolo antagonistico in Padre Coraje. Il suo personaggio, Ana Guerrico, controfigura di Facundo Arana e Nancy Duplaá. Questa telenovela è stata vincitrice del Premio Martín Fierro de Oro 2004. Ottiene il premio Martín Fierro come miglior attrice.
Nel 2005 prende parte a Hombres de Onor i cui protagonisti sono Gabriel Corrado e Laura Novoa. L'anno successivo dà vita al personaggio di Romina Franccini, protagonista con Osvaldo Laport, di Collar de esmeraldas, telenovela prodotta da Ideas del Sur e trasmessa da Canal 13.
Ritorna in televisione nel 2008, entrando a far parte del cast della seconda stagione di Mujeres de nadie, nei panni della dottoressa Fernanda Almirón.
Nel 2010 prende parte alla commedia Rumores con Carlos Calvo, Nicolás Vazquez, Reina Reech, Andrea Frigerio, Diego Pérez, Eunice Castro e Marcello Bellis.
Nel 2010 torna in televisione con Malparida interpretando a Martina Figueroa, la controfigura dell'antagonista Juana Viale.
Nel 2012 e 2013 è protagonista della telenovela Dulce amor e interpreta Victoria Bandi, una impresaria di grande successo che scoprirà l'amore nel suo autista Marcos Guerrero, interpretato da Sebastián Estevanez. Visto il successo della telenovela il produttore Quique Estevanez la chiama nuovamente a recitare nella serie Camino al amor ed interpreta Malena Menendez, una segreteria di un'impresa di traslochi che dopo 15 anni rincontra il suo grande amore, Rocco Colucci (Sebastián Estevanez).
Il 29 giugno 2015 debutta come conduttrice televisiva nel programma, Morfi, todos a la mesa, insieme a Gerardo Rozin trasmesso su Telefe.
Nel 2017 è stata conduttrice del reality Despedida de solteros insieme a Marley sempre trasmessa su Telefe.

## Filmografia

### Televisione
- Por siempre mujercitas – serial TV, 362 episodi (1995-1996)
- Ricos y famosos – serial TV, 180 episodi (1997)
- Lo dijo papá – serial TV (1998)
- Por el nombre de Dios – serial TV, 13 episodi (1999)
- Gasoleros – serial TV, 10 episodi (1999)
- Luna salvaje – serie TV, 3 episodi (2000)
- Calientes – serie TV, 87 episodi (2000)
- Infieles – serie TV, episodi 1x01-1x05 (2002)
- Franco Buenaventura, el profe – serial TV, 99 episodi (2002)
- Padre Coraje – serial TV, 173 episodi (2004)
- Botines – serie TV (2005)
- Hombres de honor – serial TV, 121 episodi (2005)
- Collar de esmeraldas – serial TV, 121 episodi (2006)
- Malparida – serial TV, 173 episodi (2010)
- Decisiones de vida – serie TV, episodi 1x05-1x06 (2011)
- Dulce amor – serial TV, 280 episodi (2012)
- Camino al amor – serial TV, 120 episodi (2014)

## Teatro
- Flores de acero (2007)
- Conversaciones despues del entierro (2008)
- Rumores (2009)